# هربرت فلام
هربرت فلام (بالإنجليزية: Herbert Flam)‏ مواليد 7 نوفمبر 1928 في نيويورك - الوفاة 25 نوفمبر 1980، كان لاعب كرة مضرب أمريكي بدأ مسيرته كمحترف سنة 1945 وكان يلعب باليد اليمنى، اعتزل اللعب في 1963. أعلى تصنيف له في الفردي كان المركز الـ 4 في سنة 1957.

## النهائيات

### الفردي

#### الوصافة (2)
| السنة | البطولة                     | الأرضية | المنافس       | النتيجة                 |
| 1957  | فرنسا المفتوحة              | ترابية  | سفين دافيدسون | 3–6, 4–6, 4–6           |
| 1950  | بطولة أمريكا المفتوحة للتنس | عشبية   | أرت لارسن     | 3–6, 6–4, 7–5, 4–6, 3–6 |

## روابط خارجية
- هربرت فلام على موقع رابطة محترفي التنس (الإنجليزية)
- هربرت فلام على موقع الاتحاد الدولي لكرة المضرب (الإنجليزية)
- هربرت فلام على موقع كأس ديفيز (الإنجليزية)
- هربرت فلام على موقع بطولة ويمبلدون (الإنجليزية)
- هربرت فلام على موقع خلاصة التنس.كوم (الإنجليزية)